# Johan (band)
Johan is een Nederlandse band rondom zanger/gitarist Jacob de Greeuw, opgericht in Hoorn. Vanwege de vele personeelswisselingen in de band, kan gesteld worden dat De Greeuw het enige vaste bandlid was en hiermee de spil is van de groep. De band was opgericht als Visions of Johanna in 1990. In 1996 werd de naam ingekort tot Johan. In 2009 ging de band uit elkaar om in 2017 weer bij elkaar te komen.

## Geschiedenis

### Voorgeschiedenis
De Greeuw speelde eind jaren 80 al geruime tijd in diverse bandjes en wist met de band Little Mary Big in 1990 de finale te bereiken van de Grote Prijs van Nederland. Little Mary Big kwam echter niet verder dan de tweede plaats achter La Lupa. Ruzie tussen Jacco de Greeuw en zangeres Marike Groot zorgen ervoor dat de band voortijdig werd opgeheven. Marike Groot deed hierna mee op het debuutalbum van The Gathering. De Greeuw vroeg jeugdvriend Remco Krull om deel te nemen in een nieuwe band, Visions of Johanna (vernoemd naar een nummer van Bob Dylan), waarmee zij in 1992 opnieuw een poging waagden in de Grote Prijs van Nederland. Zij strandden ditmaal echter reeds in de halve finales. Wel brachten ze nog een single uit: Swell.
Na enkele bezettingswisselingen wegens muzikale meningsverschillen tekende de groep bij het label Electrolux, waar zij eind 1995 de single Swing uitbrachten, dat een jaar later op hun debuutalbum zou verschijnen. De band bestond op dat moment uit Jacco de Greeuw, Remco Krull, Wim Kwakman en Niels de Wit.

### Vanaf 1996

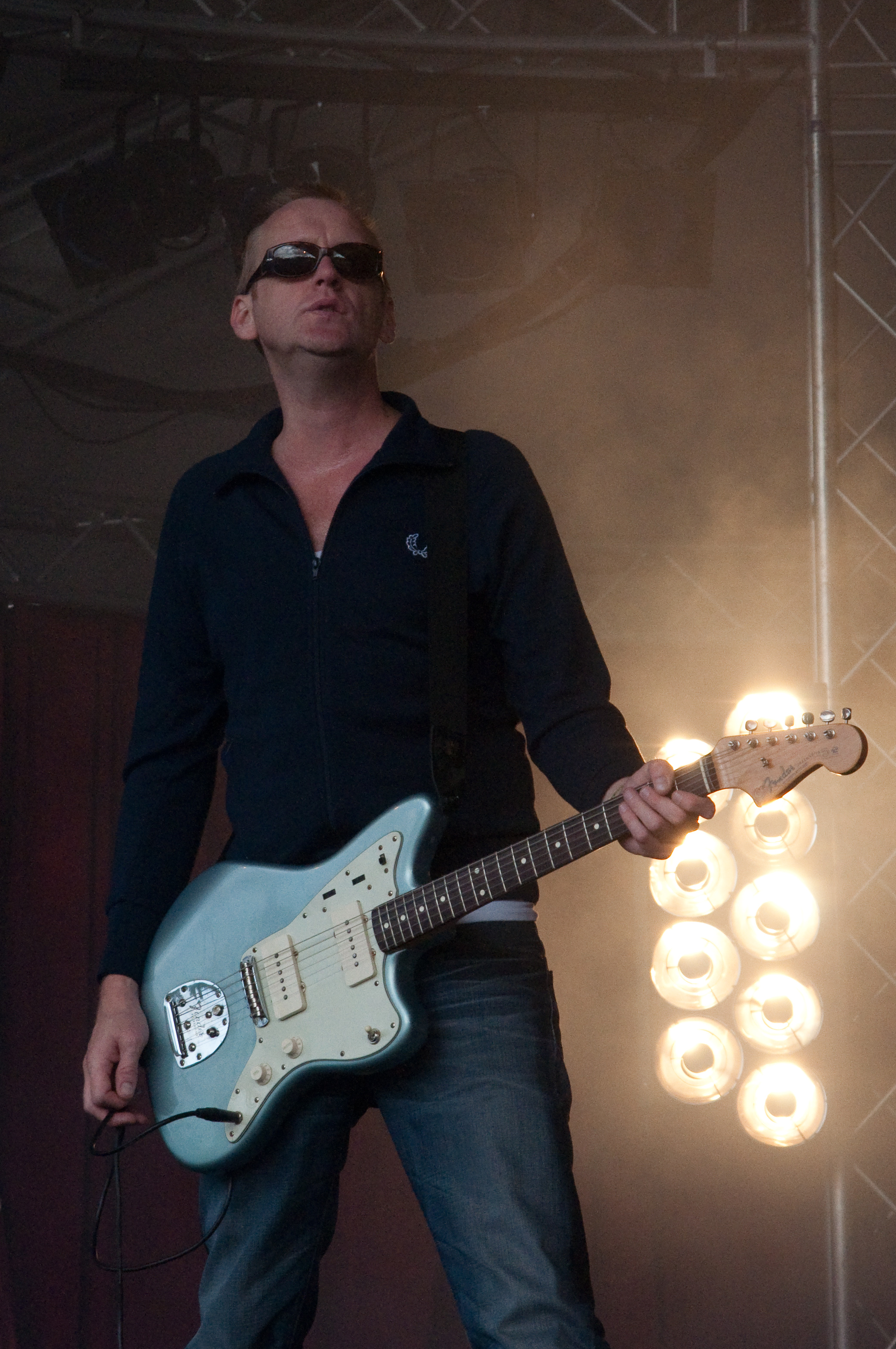
Jacco de Greeuw (2009)

In 1996 werd de naam van de band ingekort tot simpelweg Johan en doken zij de studio in om nummers op te nemen voor het gelijknamige debuutalbum. Het album Johan werd uitgebracht door Excelsior Recordings, de nieuwe naam van Electrolux. De plaat werd overladen met positieve kritiek en werd later ook in het buitenland uitgebracht. In 1997 maakte de band ook een korte tournee door de Verenigde Staten en stonden zij op Pinkpop.
In 1998 werd aanstalten gemaakt voor de opnames van de opvolger van Johan, maar de plannen verdwenen al snel in de ijskast. In het einde van dat jaar verlieten De Wit en Krull de band, waardoor de opnames niet van de grond kwamen. Depressies van De Greeuw bemoeilijkten ook het schrijven van nieuwe liedjes. Pas een jaar later dook het afgeslankte Johan, samen met Diets Dijkstra, David Corel (Redivider) en Diederik Nomden (Redivider) de studio in, waar zij een groot deel van het jaar daarop ook nog zouden doorbrengen.
Pas in augustus 2000 liet de band weer wat van zich horen, middels een enkel optreden in Nederland en Duitsland. Begin 2001 stonden zij echter weer echt op de planken met enkele try-outs voor hun nieuwe album Pergola, dat 23 april 2001 verscheen. Ook ditmaal ontving de groep lovende kritieken en mochten zij wederom op Pinkpop optreden als invaller voor het geannuleerde Orbital. In 2002 ontving Johan een Edison in de categorie Beste Groep Nationaal.
Nadat de groep een tournee had gedaan door binnen- en buitenland, werd het wederom stil rond de band. In 2004 verlieten Kwakman en Nomden de band. Kwakman werd vervangen door Jeroen Kleijn, terwijl Maarten Kooijman, die al vanaf 2000 live meespeelde, de plaats van Nomden innam.
Met deze nieuwe bezetting zette Johan zich aan het schrijven van hun derde langspeler. De depressies die De Greeuw achtervolgden en het gewenningsproces van de nieuwe bandleden zorgden er echter voor dat de geplande release in het voorjaar van 2005 niet gehaald werd. De band verhuisde van Hoorn naar Amsterdam, waar De Greeuw zienderogen opknapte en de opnames voor het nieuwe album kon hervatten. Eind 2005 deed de band enkele try-outoptredens.
Op 20 februari 2006 werd bekendgemaakt dat de opvolger van Pergola eindelijk een feit was en dat deze op 22 mei 2006 zou worden uitgebracht. Er waren zo'n 16 liedjes geschreven, waarvan 11 de plaat haalden. De Greeuw liet eerder in een interview weten dat het verschil tussen 4 en 5 jaar wachten op een nieuwe plaat wel te overzien is: dan maar liever één goede plaat in de zoveel jaar. De titel van het nieuwe album was "THX JHN" en het werd vergezeld door de nieuwe single Oceans.

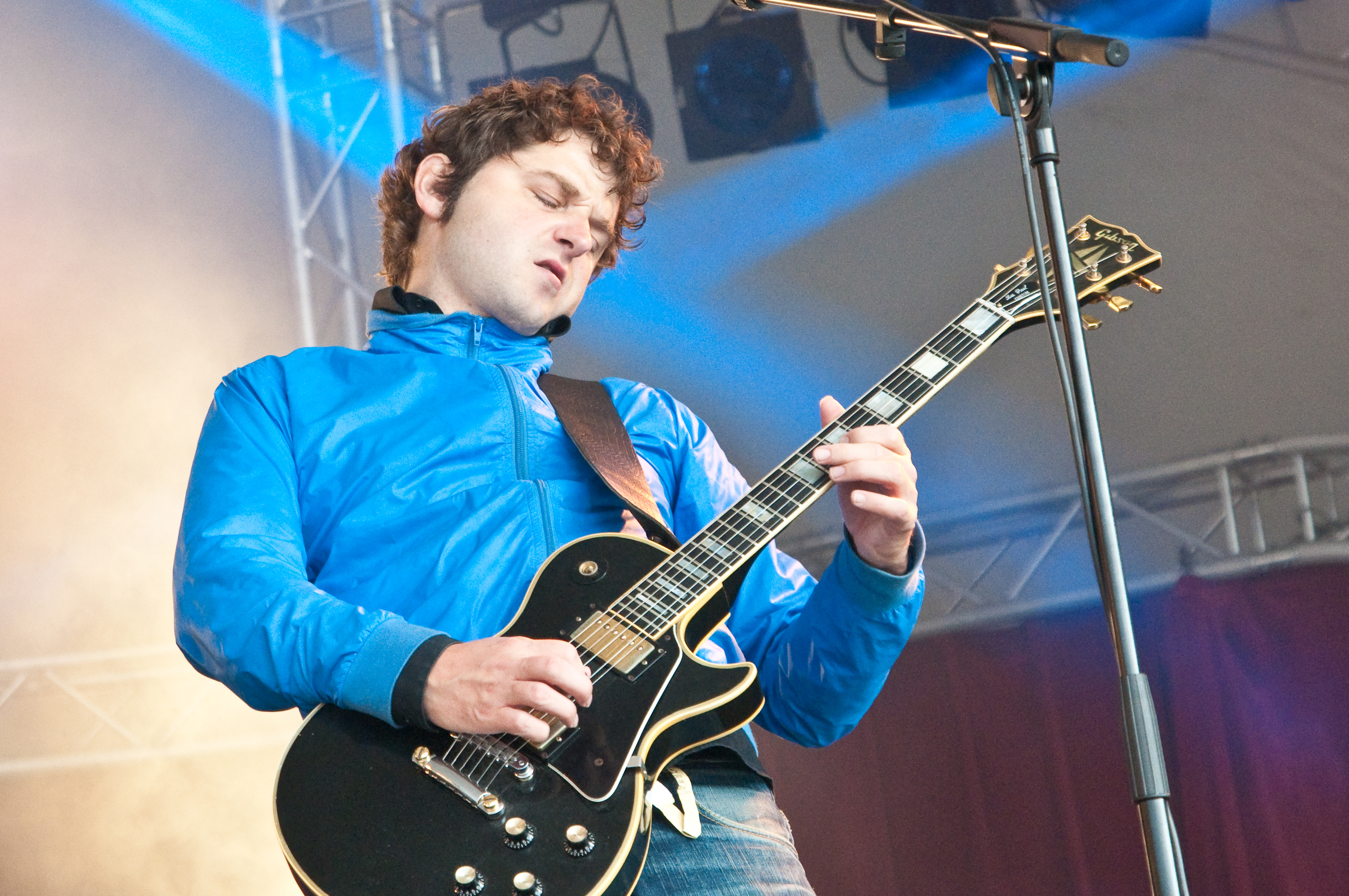
Maarten Kooijman (2009)

Begin 2007 werd toetsenist Matthijs van Duijvenbode (Do-The-Undo, Daily Facials) gevraagd om Johan live te versterken. Medio 2008 werd bekend dat de groep inmiddels werkte aan een nieuw album, dat in eerste instantie gepland was te verschijnen op 22 december 2008, maar was "naar goed Johan gebruik" uitgesteld tot de eerste helft van 2009.
In 2008 liet het poptijdschrift OOR door deskundigen een lijst opstellen van de beste albums die ooit in Nederland zijn gemaakt. Alle drie de albums die Johan had gemaakt haalden een positie in de top 100: Pergola stond op 4, Johan op 45 en THX JHN op 63.
Begin 2009 bestond de groep inmiddels 12,5 jaar. Dit werd gevierd met een box-set en een theatertournee. De box-set, genaamd 12.5 Years, 3 Albums, 36 Songs, die op 29 januari verscheen, bevat de eerdere drie volledig geremasterde CD's van de groep en een dvd met de bijbehorende videoclips. Tussen februari en april 2009 trok de band door het land voor een theatertournee, waarbij de set volledig chronologisch werd opgebouwd.
Maandag 26 januari 2009 werd in het 3FM-programma MetMichiel bekendgemaakt dat het nieuwe album, getiteld 4 op 4 mei zou verschijnen.
Op 26 augustus 2009 maakte de band bekend dat Johan stopte. In het najaar startte de band een afscheidstournee langs diverse poppodia in Nederland. Op 22 december 2009 speelde Johan z'n laatste concert in Paradiso, Amsterdam. Uit handen van Joost Zwagerman kreeg de band een gouden plaat uitgereikt voor de CD Pergola.

### Vanaf 2010
Eind 2010 zou er een dvd van het afscheidsconcert in Paradiso verschijnen. Tot op heden is dat niet gebeurd. Op 4 juni 2010 was er een kortstondige reünie, toen Johan in Café L'Affiche in Amsterdam speelde op de bruiloft van Matthijs van Duijvenbode.
In februari 2015 maakte De Greeuw bekend dat hij bezig was met het opnemen van nieuw materiaal en dat hij voornemens was om daarvoor de naam Johan weer te gebruiken. Over de samenstelling van de band was op dat moment echter niets bekend. Op 22 november van dat jaar gaf de band, in haar laatste bezetting, een reünieconcert op de afscheidsavond van Café Swaf in Hoorn.

### Vanaf 2017
In 2017 werkte De Greeuw met oudgedienden Jeroen Kleijn en Diets Diekstra en gitarist Robin Berlijn, die eerder speelde in Fatal Flowers, Kane, Sky Pilots en Moke, aan nieuw materiaal onder leiding van producer Frans Hagenaars. In januari 2018 werd de verschijningsdatum van het album gesteld op 13 april. Het album heeft als titel 'Pull Up'. De 11 liedjes zijn geschreven door Jacob de Greeuw. Live speelt Jan Teertstra ook met de band mee op (onder andere) toetsen. In promotiemateriaal is hij echter niet als officieel bandlid te vinden.
In 2024 verscheen het zesde album, The great vacation.

## Discografie

### Albums
| Album met eventuele hitnotering(en) in de Nederlandse Album Top 100 | Datum van verschijnen | Datum van binnenkomst | Hoogste positie | Aantal weken | Opmerkingen |
| ------------------------------------------------------------------- | --------------------- | --------------------- | --------------- | ------------ | ----------- |
| Johan                                                               | 1996                  | -                     |                 |              |             |
| Pergola                                                             | 2001                  | 05-05-2001            | 48              | 17           | Goud        |
| Thx Jhn                                                             | 2006                  | 27-05-2006            | 13              | 20           |             |
| 12.5 Years, 3 Albums, 36 Songs                                      | 2009                  | 07-02-2009            | 68              | 3            |             |
| 4                                                                   | 2009                  | 09-05-2009            | 11              | 9            |             |
| Pull Up                                                             | 2018                  | -                     | -               | -            |             |
| The Great Vacation                                                  | 2024                  | -                     | -               | -            |             |

### Singles
| Single met eventuele hitnotering(en) in de Nederlandse Top 40 | Datum van verschijnen | Datum van binnenkomst | Hoogste positie | Aantal weken | Opmerkingen              |
| ------------------------------------------------------------- | --------------------- | --------------------- | --------------- | ------------ | ------------------------ |
| Swell (7")                                                    | 1992                  | -                     |                 |              | als Visions Of Johanna   |
| Swing (7")                                                    | 1995                  | -                     |                 |              | als Visions Of Johanna   |
| Swing                                                         | 1996                  | -                     |                 |              |                          |
| Everybody Knows                                               | 04-05-1997            | -                     |                 |              | #99 in de Single Top 100 |
| December                                                      | 1997                  | -                     |                 |              |                          |
| Pergola                                                       | 2001                  | -                     |                 |              |                          |
| Tumble And Fall                                               | 2001                  | 28-07-2001            | tip16           | -            | #76 in de Single Top 100 |
| Day Is Done                                                   | 2001                  | -                     |                 |              | #87 in de Single Top 100 |
| Oceans                                                        | 2006                  | -                     |                 |              | #67 in de Single Top 100 |
| Walking Away                                                  | 2006                  | -                     |                 |              | #36 in de Single Top 100 |
| She's Got a Way With Men                                      | 2006                  | -                     |                 |              |                          |
| Coming In From the Cold                                       | 2007                  | -                     |                 |              |                          |
| When I'm On My Own                                            | 2007                  | -                     |                 |              |                          |
| In The Park                                                   | 2009                  | -                     |                 |              |                          |
| About Time                                                    | 2018                  | -                     |                 |              |                          |
| So It Goes                                                    | 2023                  | -                     |                 |              |                          |
| Time For Change                                               | 2023                  | -                     |                 |              |                          |

### NPO Radio 2 Top 2000
| Nummer met noteringen in de NPO Radio 2 Top 2000 | '15  | '16  | '17  | '18  | '19  | '20  | '21  | '22  | '23  | '24  |
| ------------------------------------------------ | ---- | ---- | ---- | ---- | ---- | ---- | ---- | ---- | ---- | ---- |
| Tumble and Fall                                  | 1932 | 1824 | 1826 | 1450 | 1923 | 1912 | 1869 | 1941 | 1837 | 1377 |

1. ↑  Een vetgedrukt getal geeft de hoogste notering aan.
2. ↑  2015 was het eerste jaar met een notering voor dit nummer.

## Bandleden
- Jacco de Greeuw: zang, gitaar

- Remco Krull: gitaar (1996-1998)
- Diederik Nomden: gitaar, toetsen, achtergrondzang (1999-2004)
- Maarten Kooijman: gitaar, zang (2000-2009)

- Niels de Wit: basgitaar (1996-1998)
- Diets Dijkstra: gitaar (1999) basgitaar, zang (1999-heden)
- David Corel: basgitaar, zang (1999-2001)

- Wim Kwakman: drums (1996-2004)
- Jeroen Kleijn: drums (2004-2009)

- Matthijs van Duijvenbode: (2007-2009; live muzikant)
- Robin Berlijn: gitaar, zang (vanaf 2018)
- Jan Teertstra: toetsen, gitaar, zang (vanaf 2018)

Alleen bandleden uit de "Johan"-periode zijn hierin opgenomen